# Gottfrid Svartholm
Per Gottfrid Svartholm Warg, alias anakata, född 17 oktober 1984 i Matteus församling, Stockholms stad, är en svensk datorprogrammerare, hackare och medgrundare av webbplatsen The Pirate Bay sedan 2004 tillsammans med Fredrik Neij.
Svartholm och Neij drev och ägde tidigare webbhotellet PRQ med kunder som The Pirate Bay och Wikileaks, tills de sålde verksamheten i slutet av 2008. Webbservern/trackermjukvaran Hypercube är skapad av Svartholm. 
Svartholm har genom uttalanden i media, samt inlägg i olika diskussionsforum, gjort sig känd som laissez-faire-liberal och har enligt Nyheter24 varit medlem i Liberala partiet.
Svartholm efterlystes internationellt i april 2012, och greps i slutet av augusti samma år av kambodjanska polisen i Phnom Penh, där han vistats under flera år.
Efter att ha avtjänat fängelsestraff i både Sverige och Danmark släpptes Svartholm den 29 september 2015.
Under 2023 höll Svartholm en presentation på Ekoparty Security Conference i Buenos Aires tillsammans med Daniel Fernández Kuehr gällande sårbarheter i Intel-processorer.

## Rättegången mot The Pirate Bay
16 februari 2009 inleddes en rättegång mot Svartholm och tre andra personer som arbetat med TPB. De åtalades för medhjälp samt förberedelse till brott mot upphovsrättslagen.   Utöver detta stod Svartholm även åtalad för narkotikabrott och brott mot lagen om förbud mot vissa hälsofarliga varor. Den 17 april dömdes Svartholm till ett års fängelse och till att betala 30 miljoner kronor i solidariskt skadestånd till de musik-, film- och skivbolag som yrkat skadestånd i målet för medhjälp till brott mot upphovsrättslagen och en åtalspunkt gällande brott mot lagen om förbud mot vissa hälsofarliga varor, övriga åtalspunkter ogillades. Domen om upphovsrättslagbrott har överklagats av bägge parter. Domaren i målet, Tomas Norström, har även beskyllts för jäv av de åtalade på grund av sitt medlemskap i upphovsrättsliga intresseorganisationer. Då överklagandet skulle behandlas i Hovrätten i september 2010 kom Svartholm inte till förhandlingarna och beviljades en egen rättegång vid ett senare tillfälle eftersom Svartholm kunde visa upp ett läkarintyg. När Svartholms överklagande skulle behandlas i september 2011 kom Svartholm inte till förhandlingarna, och därmed står Tingsrättens dom mot Svartholm fast. Svartholm var internationellt efterlyst eftersom han inte infann sig på anstalten för att avtjäna sitt fängelsestraff. Fängelsestraffet på ett år avtjänades efter att han gripits i Kambodja på grund av misstankar om dataintrång och blev utlämnad till Sverige. Han blev villkorligt frigiven 9 maj 2013 efter 9 månader i fängelse (avtjänat 2/3 av straffet) och därefter omedelbart häktad igen i väntan på ny rättegång.

## Dömd för dataintrång och grovt bedrägeri i Sverige
I början av september 2012 uppgav Kambodja att Svartholm hade gripits och att förhandlingar med svenska myndigheter om utlämning till Sverige pågick. Den 11 september rapporterades sedan att Svartholm hade anlänt till Sverige och anhållits för dataintrång mot Logica. Han häktades den 14 september 2012. Häktningen gällande misstankar om två fall av dataintrång och flera grova bedrägerier hävdes den 7 december 2012. Han överfördes i samband med hävandet av häktningen till fängelse för att avtjäna sitt straff i TPB-målet. Åtal väcktes i april 2013. Svartholm Warg dömdes 20 juni 2013 i Nacka Tingsrätt till två års fängelse för dataintrång i Logicas och Nordeas stordatorer, grovt bedrägeri och försök till grovt bedrägeri. I Svea hovrätt ogillades åtalet om datorintrång och grovt bedrägeri gällande Nordea. Detta eftersom undersökningen av Svartholm Wargs dator inte ensam kunde utesluta att datorn hade fjärrstyrts utan hans vetskap. Den amerikanske datorsäkerhetsexperten Jacob Appelbaum vittnade även till Svartholm Wargs försvar. Tingsrättens dom fastställdes dock i övriga delar och hovrätten dömde honom den 25 september 2013 till ett års fängelse. Svartholm Warg överklagade hovrättens dom till Högsta domstolen. Den 28 oktober 2013 beslutade Högsta domstolen att ej meddela prövningstillstånd och hovrättens dom fastställdes därmed.

## Dömd för dataintrång i Danmark
I juni 2013 beslutade Nacka Tingsrätt att Svartholm skulle utlämnas till danska myndigheter på grund av misstankar om dataintrång i CSC:s huvuddator angående sekretessbelagda uppgifter om miljontals danskar. Svartholm utlämnades till Danmark och häktades 28 november 2013 efter att ha ställts inför rätta vid Frederiksbergs byret i Köpenhamn. Misstankarna gällde dataintrång omfattande miljontals personuppgifter från danska polisens körkortsregister, ett register över efterlysta inom Schengen samt lösenord till tiotusen tjänstemäns e-postkonton.  Åklagaren yrkade på fyra års fängelse.  Den 31 oktober 2014 dömdes Svartholm till tre och ett halvt års fängelse av den danska byrätten. Domen överklagades men fastställdes av Østre Landsreten 17 juni 2015.